# 勒米
勒米（法語：Le Muy，法語發音：[lə mɥi]），法国东南部城市，普罗旺斯-阿尔卑斯-蓝色海岸大区瓦尔省的一个市镇，隶属于德拉吉尼昂区，其市镇面积为66.58平方公里，2022年1月1日时人口数量为9,882人，在法国市镇中排名第1,073位（2021年）。
勒米位于瓦尔省东部，阿尔让河畔，是一个区域性的中心城市，多条公路在此交汇。

## 地名来源
根据《瓦尔早报》一篇文章的论述，勒米最初于1532年以“luoc del Muy”的形式被记载，该名称出自拉丁语单词“Modius”，后者是一个旧土地计量单位。1543年，勒米又以“Modio”的形式被记载，后来被转写为“Muey”。
勒米所处区域历史上曾通行奥克语普罗旺斯方言，“Le Muy”在奥克语维基百科条目（2025年1月版本）及同语言的Openstreetmap中对应的拼写为“Lo Muei”，在当地的入城双语路牌中则被写作“Lou Muei”。

## 历史

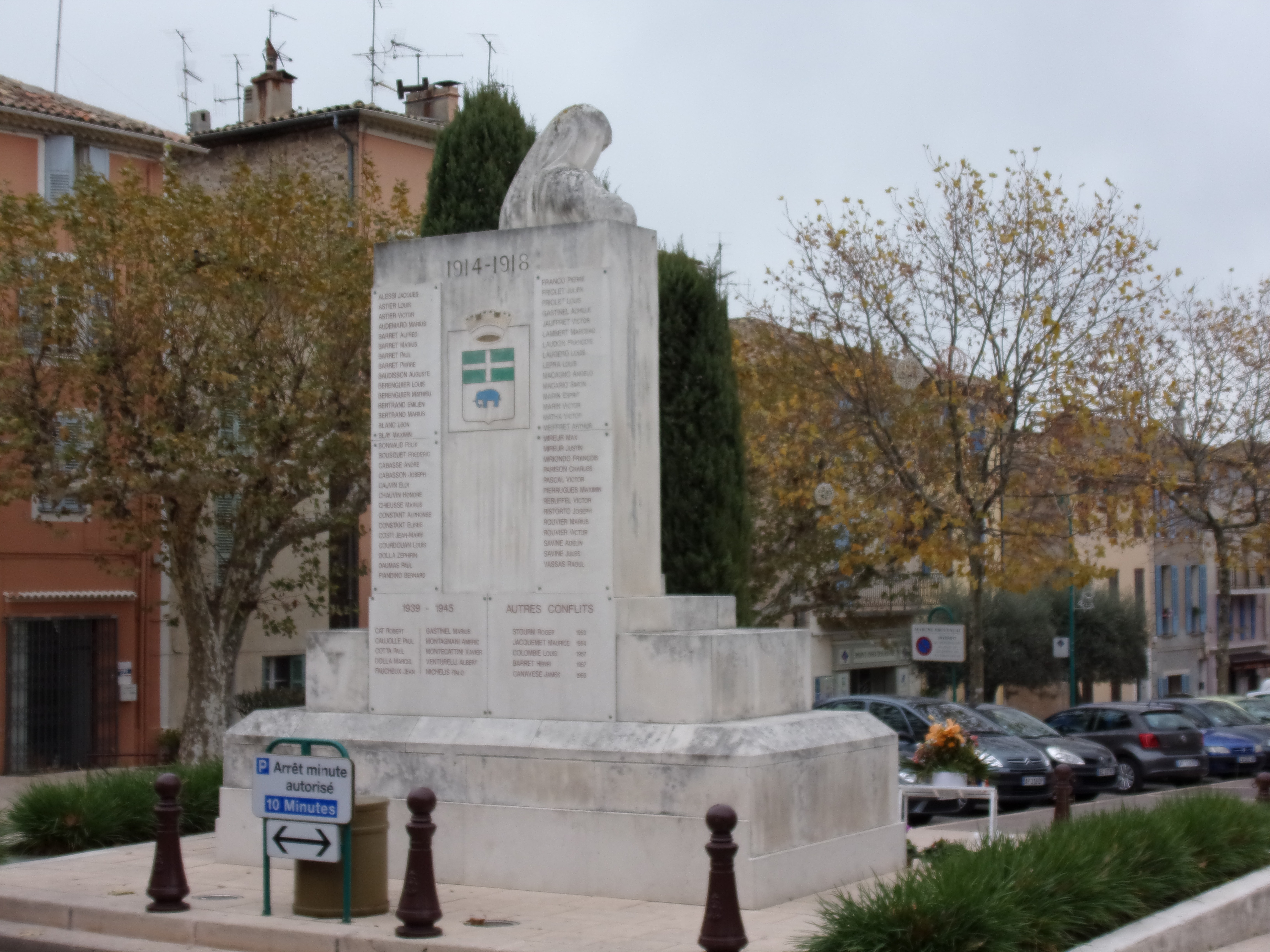
烈士纪念碑

勒米的早期历史尚不清楚。根据《瓦尔早报》一篇文章的论述，勒米地区自古典时期就已出现人类活动，并在中世纪中后期逐渐形成城镇，当地城墙于1398年建成。十六世纪初，查理五世征战普罗旺斯，为其服役的加尔西拉索·德·拉·维加在攻占勒米时被当地民兵刺中并逮捕，后在逃亡途中遇难，加尔西拉索被囚禁的建筑后被命名为“查理五世塔”。法国大革命后，勒米成为瓦尔省的一个市镇，并在1793至1801年间为该省的一个县治。自十九世纪以来，勒米的人口数量逐年增加，途经勒米的马赛—文蒂米利亚铁路于1863年建成通车。第二次世界大战期间，勒米出现了多个抵抗运动社团。1973年，勒米县被复置，后于2014年再次被撤销。

## 地理

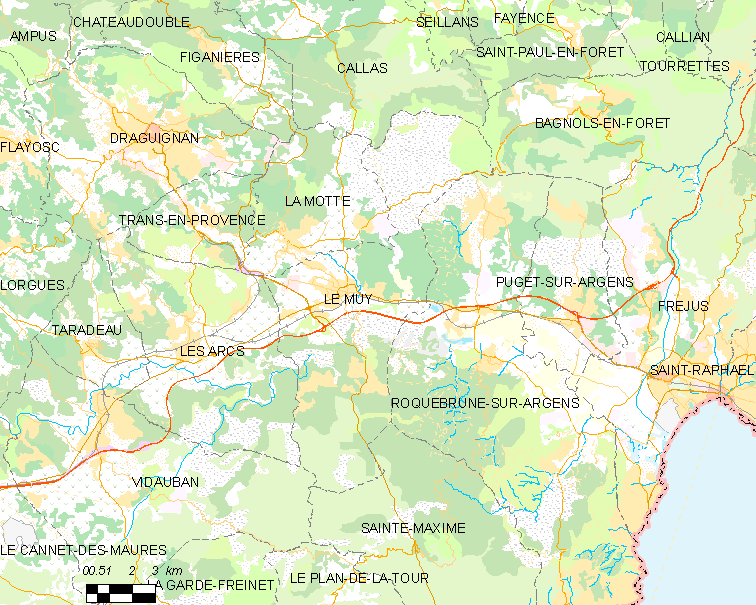
勒米市镇范围地图

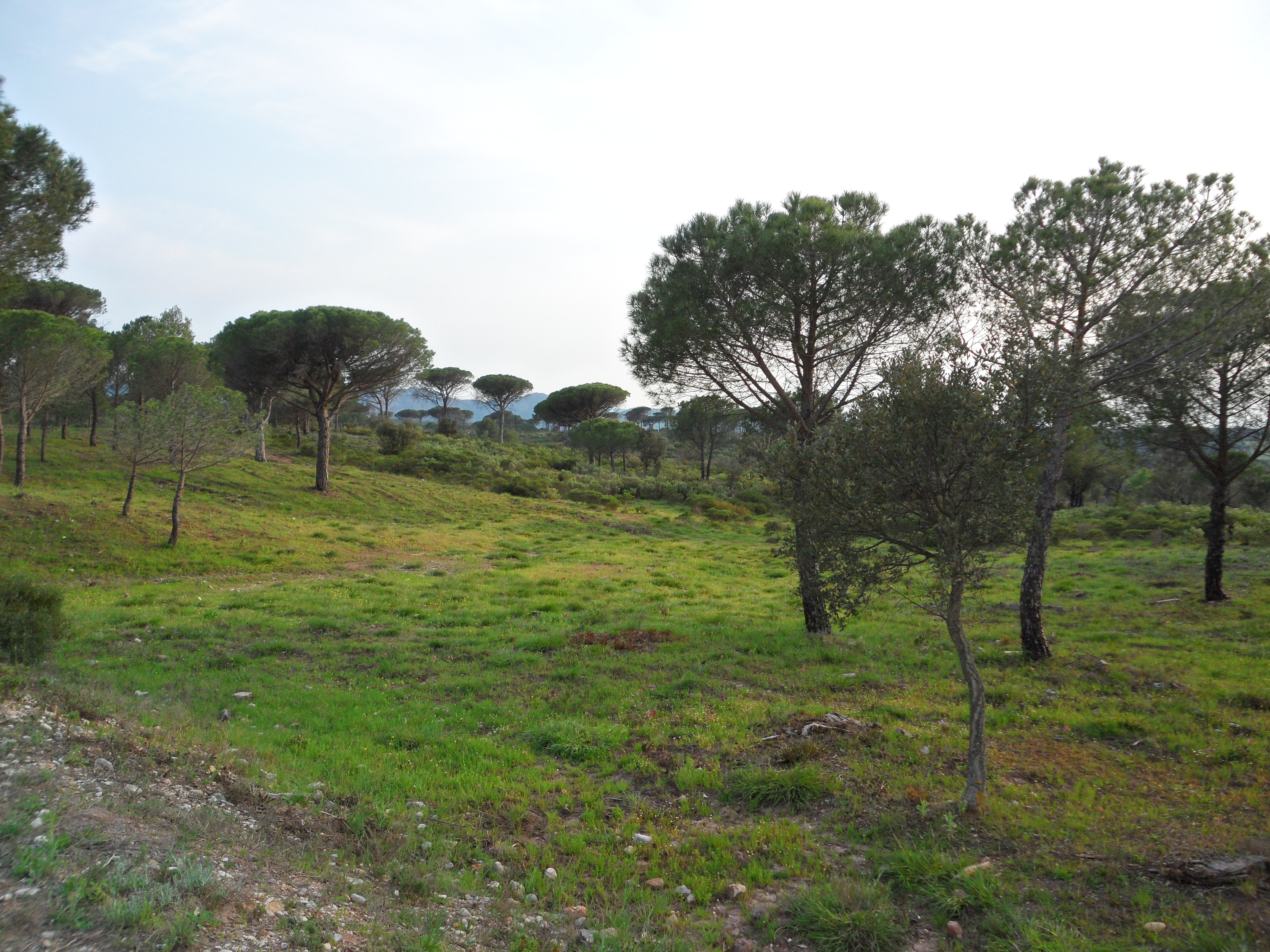
勒米境内的一处自然景观

勒米位于法国东南部，普罗旺斯-阿尔卑斯-蓝色海岸大区东南部和瓦尔省东部，距离省会土伦大约76公里。与勒米接壤的市镇包括：莱萨尔克、巴尼奥勒昂福雷、卡拉斯、拉莫特、阿尔让河畔罗克布吕讷、圣马克西姆和维多邦。

### 地形
勒米位于莫尔高原和埃斯泰雷勒高原之间的过渡地带，境内以河谷和丘陵为主，市镇中心位于一处较为开阔的河谷地带，整体地势自东向西略有抬升；市镇南部和东北部为山地，全境海拔在7到561米之间。

### 水文
阿尔让河自西南向东北流经勒米市区南侧，其左岸支流纳尔蒂比河和昂德尔河以及右岸支流库卢布里耶河在此与其交汇。

### 植被
勒米属于亚热带长绿硬叶林区，部分区域可能有阔叶林分布，林地多分布于河流附近及山地地带，市镇范围东北部为鲁埃山岭森林（Forêt domaniale de la Colle du Rouët），此外市镇南部和西部部分区域被开辟为葡萄酒种植园。
在鲜花城市的评比中，勒米被评为1星级鲜花城市。

### 自然灾害
勒米的地震危险度等级为2级，属于低危险；氡辐射等级为3级，属于高危险。1982至2024年间，勒米境内共发生9次有记录的自然灾害，其中7次洪涝，2次干旱。

### 气候
勒米在柯本气候分类法中属于地中海气候（Csb）。

## 行政区划
勒米的市镇编号为83086，邮政编号为83490。
在行政管理方面，勒米隶属于法国普罗旺斯-阿尔卑斯-蓝色海岸大区瓦尔省德拉吉尼昂区；在地方选举方面，勒米隶属于维多邦县，其市镇范围全境被划入瓦尔省第五选区；在社会管理方面，勒米是德拉吉尼昂城市圈公共社区的组成部分。
截至2025年1月，勒米市镇范围内暂无任何城市敏感街区；城中心（Centre Ville）街区则被列为城市政策优先街区。
法国国家统计与经济研究所（简称“INSEE”）在进行数据统计时，将勒米及相邻的另外5个市镇设为德拉吉尼昂城市核心区，并将包括勒米在内的周边共6个市镇划为弗雷瑞斯城市辐射区。此外，INSEE还将勒米市镇分为了3个“块区”（IRIS），以便于统计人口分布情况。

## 交通

### 公路
A8高速公路横穿勒米市镇并设有一处出入口连接市区，此外瓦尔省公路网DN7线、D25线、D47线、D125线和D825线经过勒米境内。普罗旺斯-阿尔卑斯-蓝色海岸大区城际巴士（商业名称为“Zou !”）下属的瓦尔省的城际客运826线和872线经停勒米，可通往德拉吉尼昂、莱萨尔克-德拉吉尼昂站、圣马克西姆、弗雷瑞斯等地。
2021年，64.0%的勒米家庭拥有至少一辆私人汽车。2023年，勒米境内共发生各类交通事故12起，造成2人遇难，15人受伤，其中6人重伤。
| 36 | 3.5 |

| 土伦 | 77 |

| 弗雷瑞斯 | 16 |

| 德拉吉尼昂 | 14 |

### 铁路

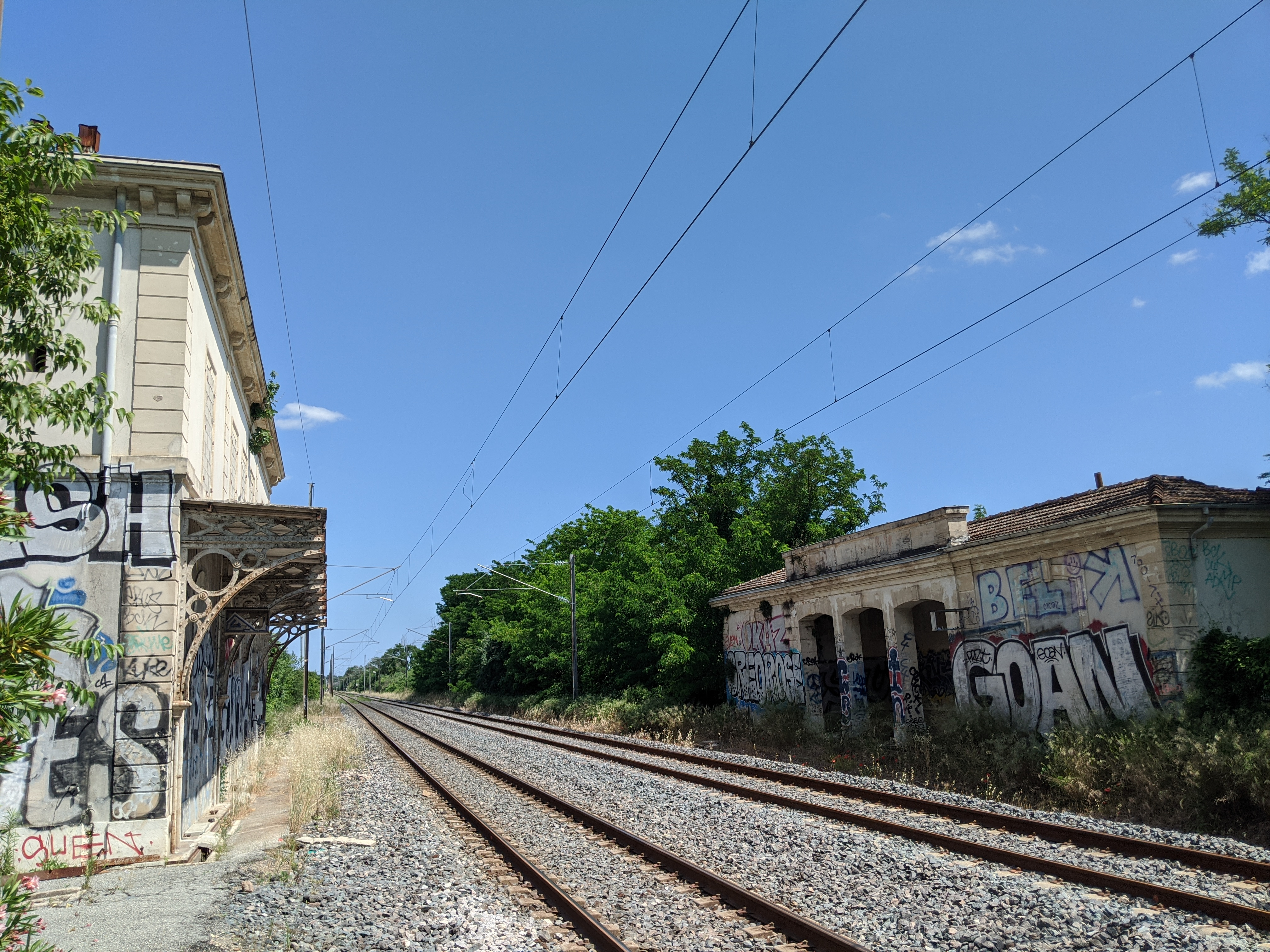
已废弃的勒米火车站

马赛—文蒂米利亚铁路经过勒米，原有的勒米火车站已废弃。
距离勒米最近的运营中的客运铁路车站为10公里外的莱萨尔克-德拉吉尼昂站，该站停靠前往巴黎、南锡、里尔等地的高速列车以及往返于马赛和尼斯一线的区域列车。

### 航空
勒米距离尼斯蓝色海岸机场的高速公路里程大约68公里。

### 城市公共交通
勒米是德拉吉尼昂城市公共交通（商业名称为“TEDBus”）是当地的城市公共交通系统。截至2025年1月，该系统共包括十余条各类公交线路，其中公交10路和13路经过勒米市区。

## 政治

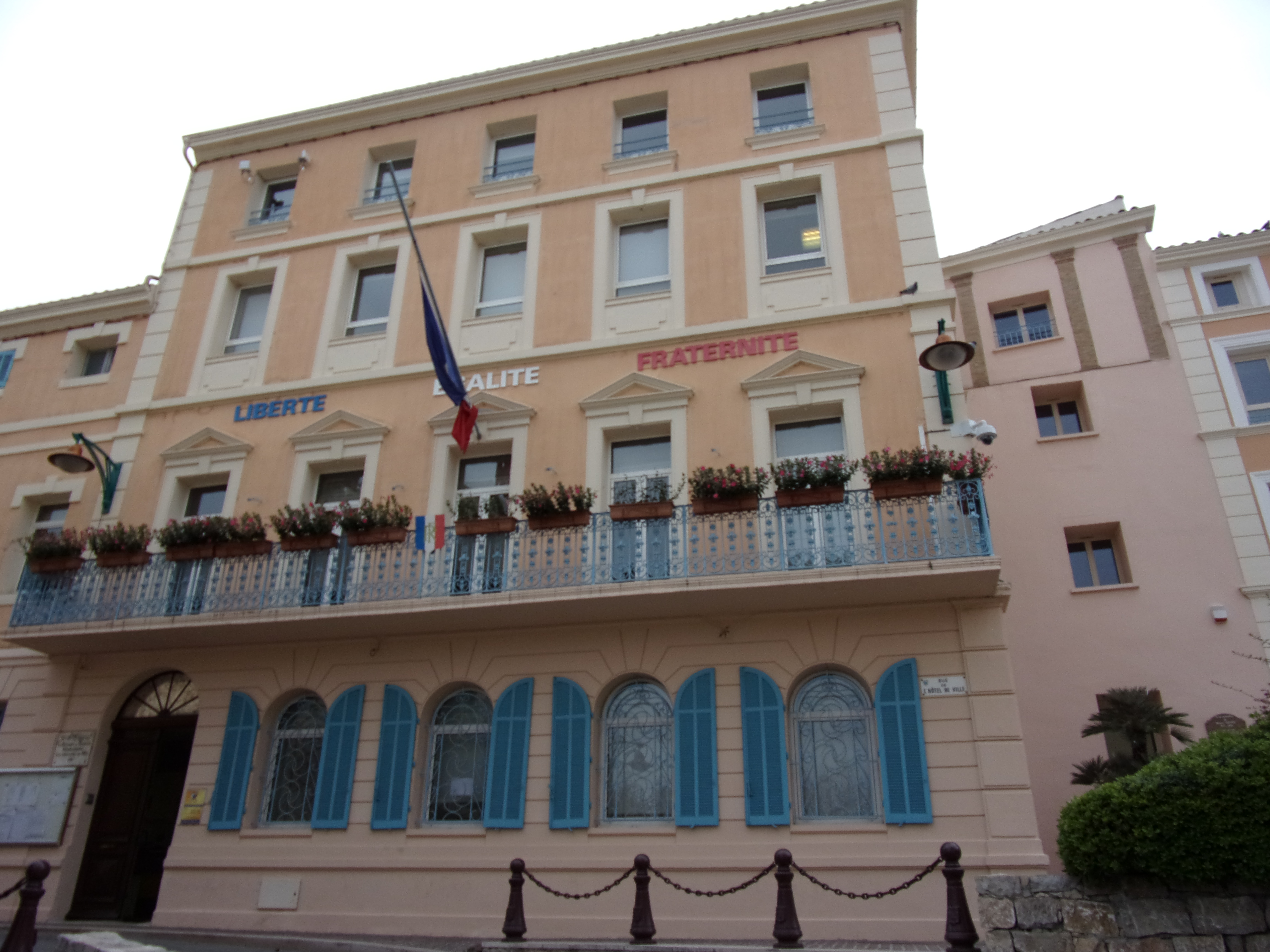
勒米市政厅

勒米的现任市长为利利亚纳·布瓦耶女士（Liliane BOYER），她是一名右翼无党派人士，在2020年的市政选举中获得了52.80%的支持率。
在2022年的法国总统大选的第二轮选举中，法国极右翼政党国民阵线主席玛丽娜·勒庞在勒米获得了59.68%的支持率。

## 人口
2021年，勒米市镇人口数量为9,646，在法国排名第1,073位。其中男性4,775人，女性4,871人，75岁及以上人口占9.6%，外籍人口数量为1,153人，人口密度为145人/平方公里，当地居民被称为（男性）或（女性）。2015至2021年间，勒米的人口增长率为0.5%。2022年，勒米境内出生124人，死亡人口133人。
| 勒米1901年－2022年人口变化情况、 |
|                                  |
| 数据来源：Cassini、INSEE         |

## 经济
勒米是一个区域性的中心城市。INSEE于2020年将勒米划入德拉吉尼昂就业区（Zone d'emploi de Draguignan），并又于2022年将其划入德拉吉尼昂生活区（Bassin de vie de Draguignan）。截至2022年底，勒米市镇范围内共有活跃企业460家，其中68.7%的员工总数在9人及以下；按照产业分类，当地一、二、三产业占比分别为1.5%、34.4%和65.1%。（零售）、（肉制品）及（短途公路货运）是当地2022年已公布营业额最高的三个企业，分别为83,140,025欧元、31,236,101欧元和27,008,155欧元。

## 财政与居民收入
2023年，勒米的财政收入总额为11,412,720欧元，财政支出总额为10,165,040欧元，当年的债务总额为9,423,380欧元。2023年，勒米市镇通过增值税获得446,860欧元的收入，此外当地还共获得了1,273,650欧元的国家直接财政补助。
| 勒米居民收入情况                                 | 勒米居民收入情况    | 勒米居民收入情况    | 勒米居民收入情况    |
| 内容                                             | 勒米                | 瓦尔省              | 法國                |
| ------------------------------------------------ | ------------------- | ------------------- | ------------------- |
| 居民平均时薪                                     | 14.4欧元（2022年）  | 15.5欧元（2022年）  | 17欧元（2022年）    |
| 高级职员人均时薪                                 | 25.1欧元（2022年）  | 26.2欧元（2022年）  | 29.1欧元（2022年）  |
| 中级职员人均时薪                                 | 16.8欧元（2022年）  | 16.3欧元（2022年）  | 16.6欧元（2022年）  |
| 普通职员人均时薪                                 | 11.9欧元（2022年）  | 12欧元（2022年）    | 12.1欧元（2022年）  |
| 工人人均时薪                                     | 12.3欧元（2022年）  | 12.4欧元（2022年）  | 12.5欧元（2022年）  |
| 贫困率                                           | 22%（2021年）       | 15.6%（2021年）     | 14.5%（2021年）     |
| 青壮年（15至64岁）失业率                         | 12.3%（2021年）     | 12.7%（2021年）     | 10.4%（2021年）     |
| 家庭总数                                         | 4,108（2022年）     | 3,292（2022年）     | 1,160（2022年）     |
| 征税家庭数量占比                                 | 37.8%（2023年）     | 53%（2022年）       | 44.8%（2022年）     |
| 家庭年均纳税                                     | 3,086欧元（2023年） | 3,637欧元（2022年） | 4,481欧元（2022年） |
| 资料来源：INSEE、L'Internaute、Le Journal du Net |                     |                     |                     |

## 社会事务

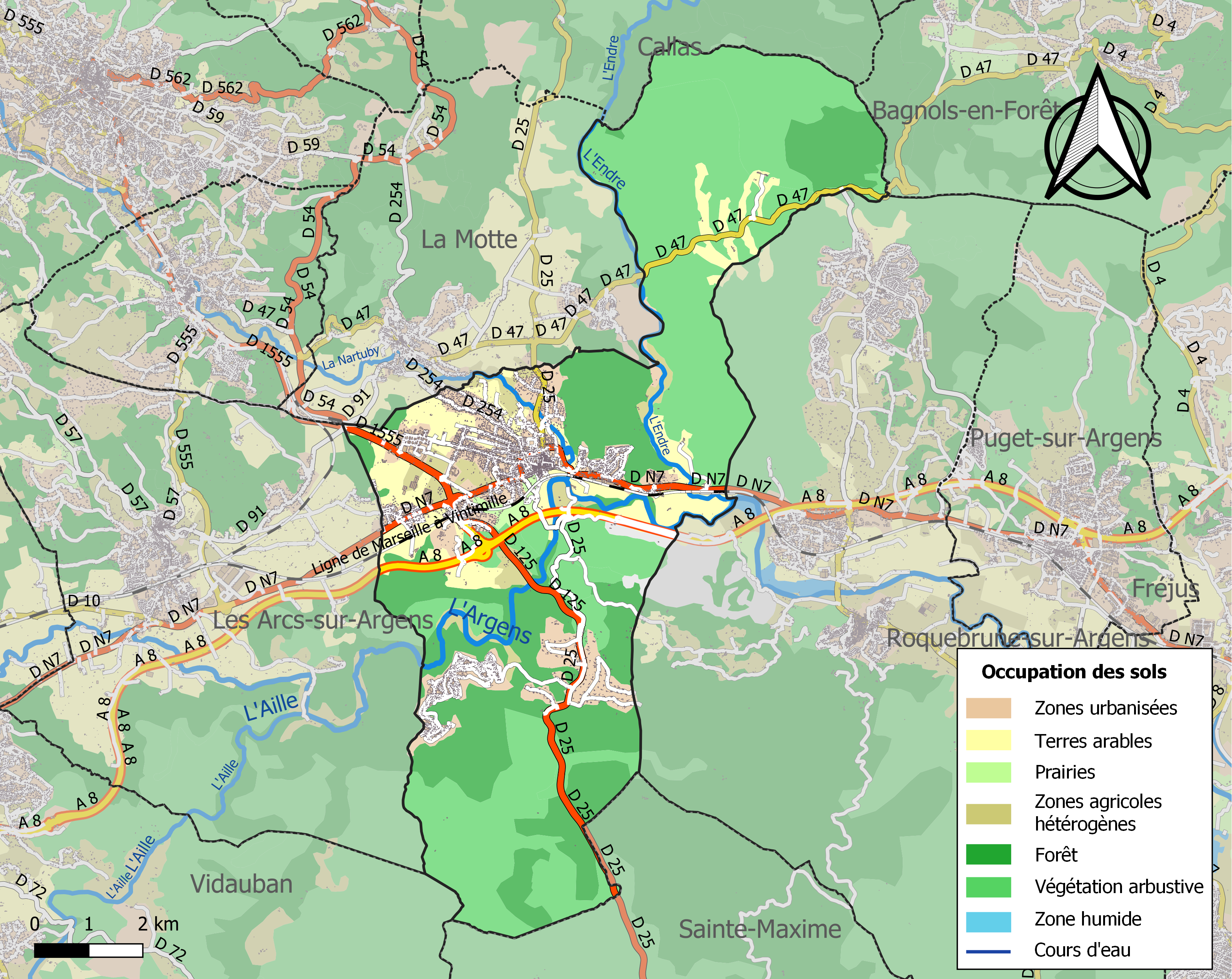
勒米土地利用情况地图

### 教育
勒米属于尼斯学区。截至2023年1月1日，勒米境内共有2所幼儿园、2所小学、1所初级中学和1所普通高中。2022至2023学年度，勒米境内共有在校中等教育阶段学生1,859名。

### 医疗
截至2023年1月1日，勒米境内共有全科医生5名、保健师8名、牙医7名、护士27名、眼科医生2名、助产士2名、儿科医生1名、妇科医生1名、药房3家、养老院1家。
距离勒米最近的区域性医疗机构为德拉吉尼昂中心医院，其主病区医院位于德拉吉尼昂市区西北部，距离勒米市区的正常车程大约23分钟，该院设有床位316个。

### 住房
2021年，勒米境内共有各类住房5,836套，其中50.6%为独立式住宅，35.5%为集中式住宅。常住房屋占勒米市镇范围内居民建筑总量的70.7%。2023年，勒米的居住税率为14.00%，不动产税率为34.49%。
在住房保障政策方面，2023年，勒米境内共有1,935户家庭获得了家庭津贴补助，受益人数占总人口数量的20.1%，其中760份为房租补助。

### 商业
2021年，勒米境内共有各类实体商铺504家，其中餐厅37家、大型超市4家、杂货店4家、面包房11家、肉铺4家、书店1家、装饰品店5家、银行门店5家、美容美发店21家、汽车维修店41家。勒米镇中心西侧建有一家家乐福超市，东侧则有一家Intermarché超市。

### 体育
2023年，勒米境内共有2间体育馆、1座综合体育场、1处网球场、1处足球或橄榄球场以及1处篮球或排球场。
截至2025年1月，勒米足球俱乐部（Le Muy Football Club，编号548794）是勒米境内唯一的一家注册足球俱乐部，该俱乐部成立于1932年，其主队2024至2025赛季参加瓦尔省足球联赛丁组（法国第十二级别），其主场为拉佩鲁阿球场（Stade La Peyrouas）。

### 环境
勒米的环境事务由其所属的德拉吉尼昂城市圈公共社区联合各级政府协调负责。2021年，勒米境内暂无污染企业。

### 治安
2021年，勒米市镇范围内有1处宪兵队。
2023年，勒米市镇范围内累计记录各类案件570起，其中盗窃类案件199起，人身侵犯类案件171起，毒品交易类案件90起。

## 文化

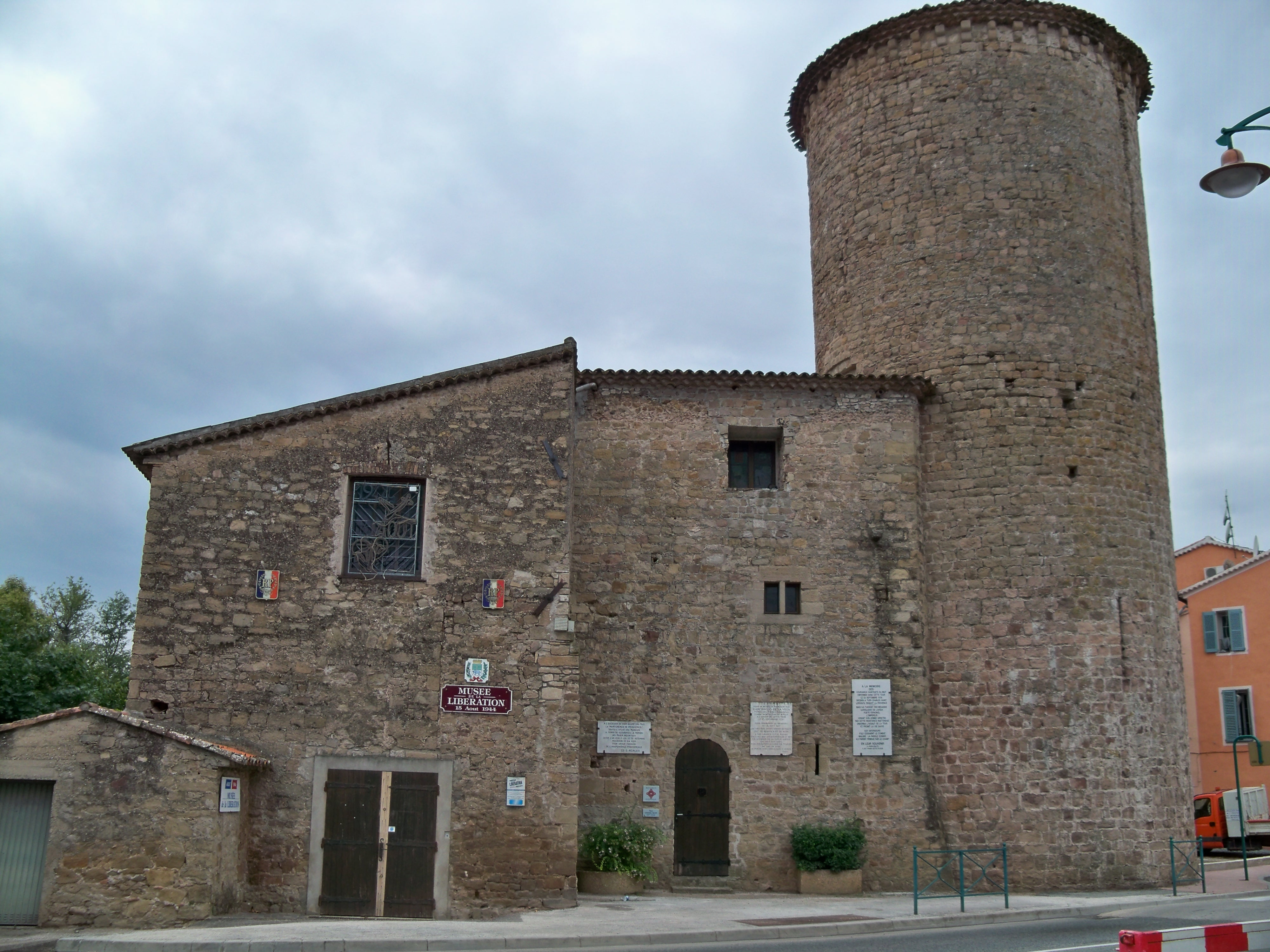
卡斯特莱

2021年，勒米境内暂无任何文化设施。勒米境内建有多媒体中心（Médiathèque），每周二、三、五、六向公众开放。

### 建筑
勒米境内共有2处建筑被列入法国国家文物保护单位，包括圣约瑟夫教堂（Eglise Saint-Joseph）和勒米卡斯特莱（Castelet du Muy），此外圣母无染原罪小教堂（Chapelle de l'Immaculée-Conception du Muy）等也是当地的地标性建筑物。

### 旅游
勒米的旅游事务由其所属的德拉吉尼昂城市圈公共社区联合各级政府协调负责。2024年，勒米境内共有2家酒店共计46间房间；另有4个露营地，可容纳共1,118辆露营车。

### 媒体
法国主要的媒体均可在勒米接收，法国电视三台下属的普罗旺斯-阿尔卑斯-蓝色海岸大区频道在部分时段播出勒米所在瓦尔省的地方新闻。Ici普罗旺斯广播、维他命广播、《瓦尔早报》、《马赛日报》等是当地主要的地方性媒体。

## 友好城市
截至2025年1月，勒米暂未建立任何友好城市关系。